# Pisogne
Pisogne (lombardul: Pidógne) település Olaszországban, Lombardia régióban, Brescia megyében. Lakosainak száma 7858 fő (2023. január 1.). Pisogne Castro, Lovere, Marone, Pian Camuno, Solto Collina, Tavernole sul Mella, Artogne, Pezzaze, Riva di Solto, Zone és Costa Volpino községekkel határos.

## Népesség
A település lakossága az elmúlt években az alábbi módon változott:
| Lakosok száma | 7936 | 7982 | 7858 |
|               | 2017 | 2018 | 2023 |